# Роналд Джон Грейб
Роналд Джон Грейб (англ. Ronald John Grabe; 13 червня 1945) — астронавт НАСА. Здійснив чотири космічних польоту на  шаттлах: STS-51-J (1985, «Атлантіс»), STS-30 (1989, «Атлантіс»), STS-42 (1992, «Діскавері»), STS-57 (1993, « Індевор»), полковник  ВВС США.

## Особисті дані та освіта

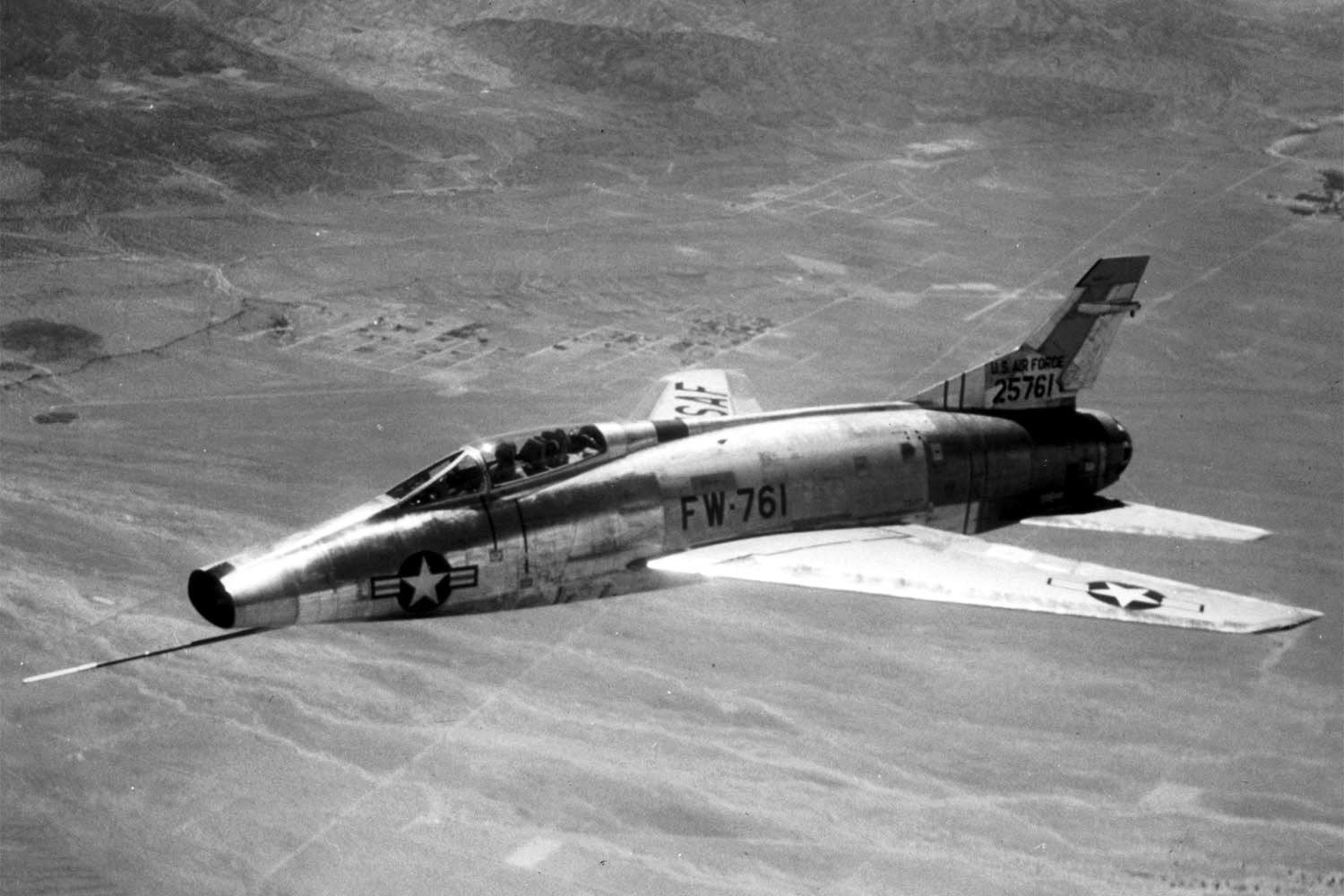
F-100 в польоті.

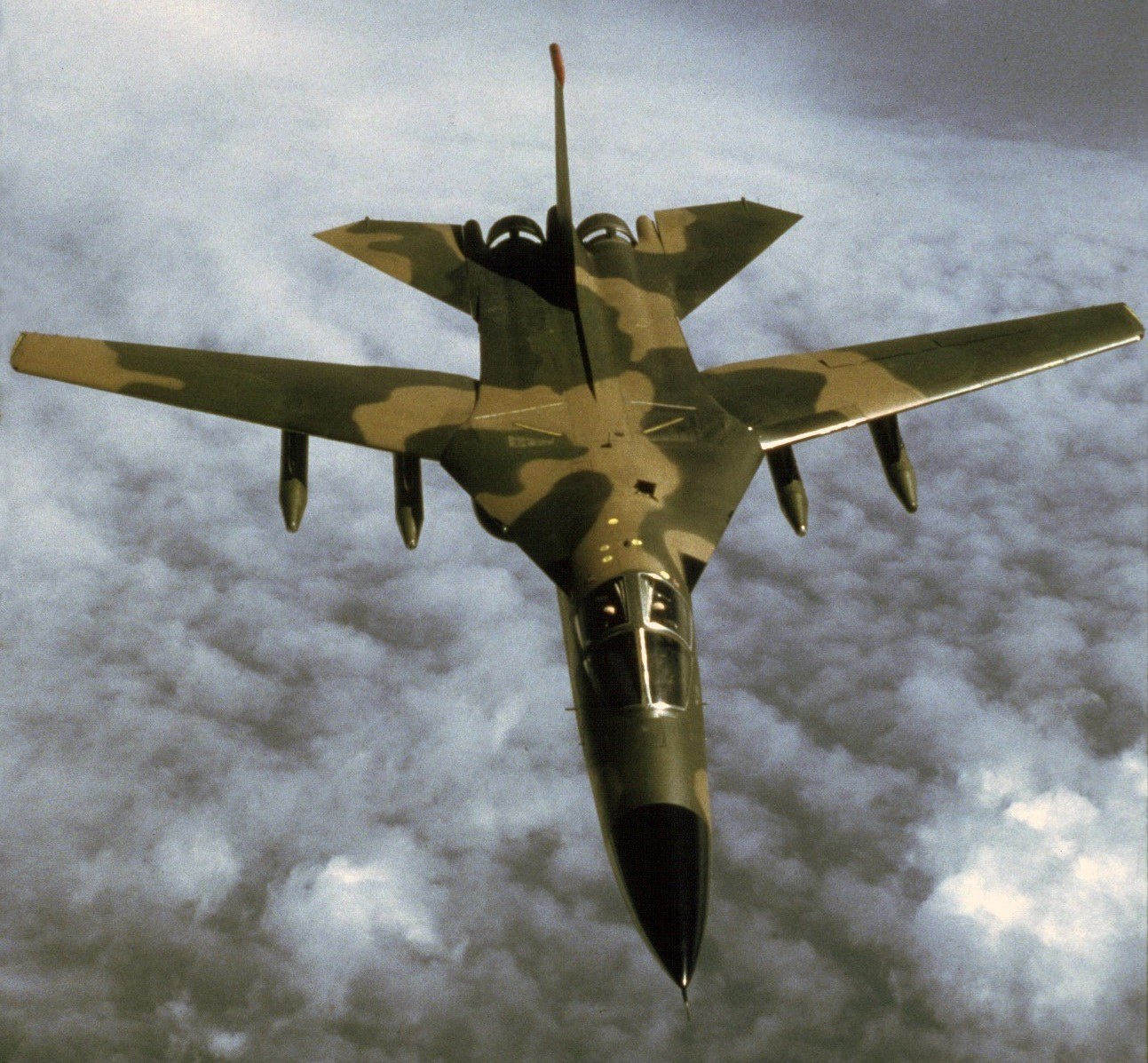
F-111 в польоті.

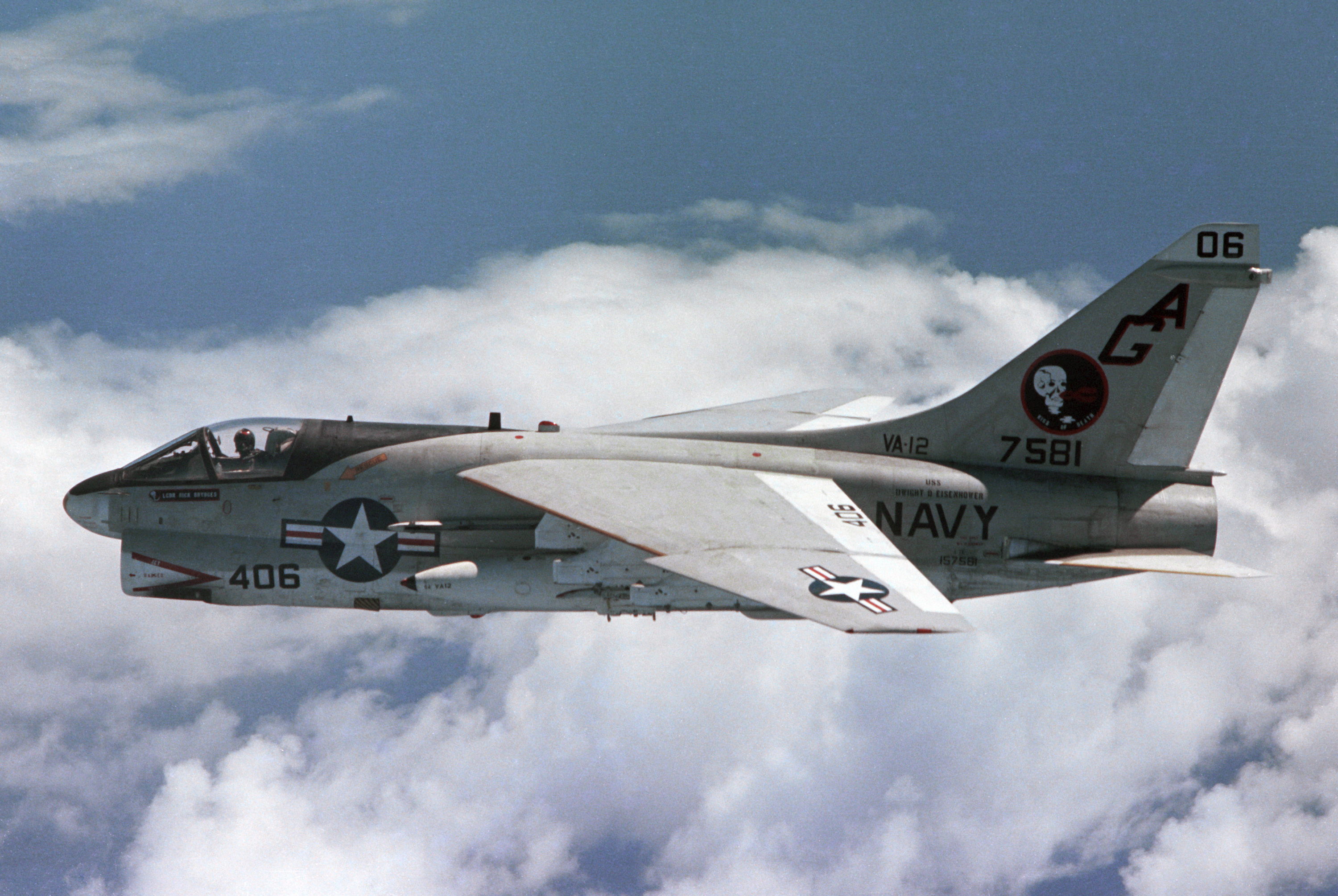
А-7 в польоті.

Грейб народився 13 червня 1945 року в місті Нью-Йорк, штат Нью-Йорк, там же закінчив середню школу. У 1962 році в  Академії ВПС США отримав ступінь бакалавр а наук і в 1966 році ступінь бакалавра інженерних наук. У 1967 році навчався  аеронавтики по  Програмі Фулбрайта в Технологічному інституті в місті Дармштадт, Західна Німеччина. У Грейбу — дві дочки від першого шлюбу. Дружина (друга) — Лінн О'Кіф (вона з Оттави, Канада), у них — син. Захоплюється: лижний спорт, віндсерфінг та ігри з м'ячем і ракеткою..

## ДоНАСА
Після закінчення  Військово-повітряної академії в 1966 році, Грейб відправився в Дармштадт, ФРН, як стипендіат  програми Фулбрайт. У 1967 році він повернувся в Сполучені Штати для завершення підготовки як пілота на авіабазі «Рендолф», штат Техас. Згодом літав на літаку F-100 у складі 27-ї тактичної винищувальної ескадрильї на авіабазі «Кеннон», штат Нью-Мексико. У 1969 році був пілотом літака F-100 в 3-й Тактичній винищувальній ескадрильї на авіабазі Бьєнхоа (Республіка В'єтнам), здійснив 200 бойових вильотів. У 1970 році він був повернутий у 27-му ескадрилью для тестування закуповуваних літаків F-100 і  F-111. Він брав участь в експлуатаційних випробуваннях та оцінці збройових систем літаків F-111D. У 1974 році Грейб був направлений в Школу льотчиків-випробувачів, а після її закінчення в 1975 році як тест-пілот був розподілений в Льотно-випробувальний центр ВПС для випробувань літаків  А-7 і F-111. Був головним льотчиком-випробувачем програми створення цифрової системи управління польотом і бойовими операціями. Пізніше, з 1976 по 1979 рік, в рамках програми «Обмін пілотами» служив в  Королівських військово-повітряних силах Великої Британії. Протягом усього цього часу головним чином він випробовував для Королівських ВПС літаки « Harrier» і для Королівського військово-морського флоту — « Sea Harrier». Він служив інструктором в Школі льотчиків-випробувачів ВПС США на авіабазі  Едвардс в  Каліфорнії, коли йому повідомили, що його запрошують в НАСА. Він мав більш 5500 годин нальоту. Військові звання: майор ВПС (1980 рік), полковник ВПС (1994, у відставці з 11 квітня 1994 року).

## Підготовка до космічних польотів
У травні 1980 року Грейб був зарахований до загону астронавт ів НАСА у складі дев'ятого набору. Почав проходження курсу загальнокосмічної підготовки (ОКП) з липня 1980 року. По її закінченні в серпні 1981 року отримав кваліфікацію пілота і призначення в Відділ астронавтів НАСА. Він був шеф-пілотом тестування при моделюванні наведення, навігації і управління STS-3 і STS-4. Був заступником керівника Відділу програм установки корисного навантаження у вантажних відсіках шатлів, потім був керівником тренувального процесу у Відділі астронавтів.

## Космічні польоти
- Перший політ — STS-51-J[2], шаттл «Атлантіс». З 3 по 7 жовтня 1985 року як пілот. Це другий запуск човника в інтересах  Міністерства оборони США, на орбіту були виведені два військові супутника зв'язку «USA-11» і «USA-12» (типу DSCS-III). Тривалість польоту склала 4 діб 1:00 46 хвилин.[3].
- Другий політ — STS-30[4], шаттл «Атлантіс». З 4 по 8 травня 1989 року як пілот. Екіпаж успішно вивів на орбіту  автоматичну міжпланетну станцію (АМС)  «Магеллан». Це був перший з 1978 року супутник США з вивчення іншої планети і перший планетарний зонд, який запущено з  шаттла. Тривалість польоту склала 4 діб 00 годин 58 хвилин.[5].
- Третій політ — STS-42[6], шаттл « Діскавері». З 22 по 30 січня 1992 року як командир корабля. Екіпаж шаттла провів понад 40 наукових експериментів в області матеріалознавства, медицини і біології, а також два військово-прикладних експерименту для  міністерства оборони США . Головне завдання цих двох експериментів — вивчення впливу низької гравітації на живі організми, оцінити ймовірність генетичних змін до тривалих пілотованих міжпланетних польотах. Тривалість польоту склала 8 діб 1:00 16 хвилин[7].
- Четвертий політ — STS-57[8], шаттл «Індевор». З 21 червня по 1 липня 1993 року як командир корабля. Продовження медико-біологічних досліджень і астрономічних спостережень. Тривалість польоту склала 9 діб 23 години 46 хвилин[9].

Загальна тривалість польотів у космос — 26 діб 3 години 45 хвилин.